# Тахтаброд
Тахтабро́д (каз. Тахтаброд) — село у складі району імені Габіта Мусрепова Північноказахстанської області Казахстану. Адміністративний центр Тахтабродського сільського округу.
Населення — 1027 осіб (2021; 1459 у 2009, 1838 у 1999, 2537 у 1989).
Національний склад станом на 1989 рік:
- росіяни — 45 %
- німці — 25 %.